# Suddivisioni della Cecoslovacchia
Le suddivisioni della Cecoslovacchia hanno mutato più volte fisionomia nel corso del tempo. Nel 1993, anno della dissoluzione dello stato federale e della creazione della Repubblica Ceca e della Slovacchia, le rispettive suddivisioni sono state abolite e sostituite da nuove entità, diverse per consistenza territoriale e per le funzioni loro attribuite.

## Storia
- 1918–1923: furono attuati diversi sistemi nelle diverse aree del territorio ex-imperiali (Boemia, Moravia e Slesia) e sull'ex territorio ungherese (Slovacchia e Rutenia subcarpatica): furono istituite tre terre ('země') (anche chiamate unità di distretto ('obvody')), Boemia, Moravia, Slesia più 21 contee ('župy') nell'attuale Slovacchia più 2 contee nella Rutenia subcarpatica (oggi nell'Oblast' di Transcarpazia, Ucraina); sia le terre che le contee erano divise in distretti
- 1923–1927: come sopra, tranne il fatto che le contee sopracitate furono sostituite da 6 grandi contee ('(veľ)župy') in Slovacchia e una grande contea nella Rutenia
- 1928–1938: rimasero solo 4 terre (in ceco: 'země' / in slovacco: 'krajiny'): Boemia, Moravia-Slesia, Slovacchia e Rutenia subcarpatica, ognuna delle quali divisa in distretti
- tardo 1938–marzo 1939: la Slovacchia e la Rutenia furono promosse a "terre autonome"
- 1945–1948: come nel periodo dal 1928 al 1938, ma la Rutenia divenne parte dell'Unione Sovietica
- 1949–1960: 19 regioni divise in 270 distretti

## Suddivisione più recente (1960-1992)
La nazione consisteva di 10 regioni (kraje), più Praga e, dal 1970, Bratislava. Queste regioni erano ulteriormente suddivise in 109-114 distretti (okresy).
I kraje vennero aboliti temporaneamente in Slovacchia dal 1969 al 1970, e dal 1990 in tutta la Cecoslovacchia. Inoltre, sia la Repubblica Socialista Ceca che la Repubblica Socialista Slovacca furono stabilite nel 1969 (dal 1990 senza la parola socialista), dopo la dissoluzione della Repubblica Socialista Cecoslovacca.
Siccome molte regioni sono cambiate significativamente dopo la dissoluzione del 1993, segue una lista dei nomi originali delle regioni e delle attuali regioni a cui corrispondono approssimativamente:

### Repubblica Socialista Ceca
(I nomi sono in lingua ceca)
- Praha
- Středočeský kraj: attuale Boemia Centrale
- Jihočeský kraj: attuale Boemia Meridionale
- Západočeský kraj: attuale Regione di Plzeň e di Karlovy Vary
- Severočeský kraj: attuale Regione di Ústí nad Labem, e Regione di Liberec
- Východočeský kraj: attuali Regione di Hradec Králové, Regione di Pardubice, e piccole parti della Regione di Liberec e della Regione di Vysočina
- Jihomoravský kraj: attuale Moravia Meridionale, Regione di Vysočina e Regione di Zlín
- Severomoravský kraj: attuale Regione di Moravia-Slesia, Regione di Olomouc, e parte della Regione di Zlín

### Repubblica Socialista Slovacca
(I nomi sono in lingua slovacca)
- Bratislava: oggi parte della Regione di Bratislava
- Regione della Slovacchia Occidentale (Západoslovenský kraj): Regione di Trnava, Regione di Nitra, Regione di Bratislava e Regione di Trenčín
- Regione della Slovacchia Centrale (Stredoslovenský kraj): attuali Regione di Žilina, Regione di Banská Bystrica
- Regione della Slovacchia Orientale (Východoslovenský kraj): attuali Regione di Prešov e Regione di Košice